# Gagea bulbifera
Espèce
Gagea bulbifera est une espèce de plantes à bulbe du genre des gagées et de la famille des Liliacées.

## Liste des variétés
Selon Tropicos (29 mars 2016) (Attention liste brute contenant possiblement des synonymes) :
- variété Gagea bulbifera var. armena Miscz.
- variété Gagea bulbifera var. chersonica Lindemann
- variété Gagea bulbifera var. major Besser ex Schult. & Schult. f.
- variété Gagea bulbifera var. nuda Regel